# Communauté de communes du Pays de Murat
La Communauté de communes du Pays de Murat est, depuis le 1er janvier 2017, une ancienne communauté de communes française, située dans le département du Cantal et la région Auvergne-Rhône-Alpes.

## Historique
Elle est créée en 1999 et élargit son périmètre en 2002.
Le 7 mars 2016, la commission départementale de coopération intercommunale du Cantal, réunie pour examiner le projet de schéma départemental de coopération intercommunale, propose, après examen des amendements,  de fusionner la communauté de communes du Pays de Murat avec les communautés de communes du Cézallier et du Pays de Massiac.
Les communes et communautés de communes concernées ont validé cette proposition (voir annexe 1 de l'arrêté de création). La communauté de communes fusionnera le 1er janvier 2017 au sein de Hautes Terres Communauté.

## Territoire communautaire

### Composition
Elle regroupait les 13 communes suivantes :
| Nom                   | Code Insee | Gentilé       | Superficie (km2) | Population (dernière pop. légale) | Densité (hab./km2) |
| --------------------- | ---------- | ------------- | ---------------- | --------------------------------- | ------------------ |
| Murat (siège)         | 15138      | Muratais      | 20,26            | 1 855 (2018)                      | 92                 |
| Albepierre-Bredons    | 15025      | Arapiroux     | 34,42            | 236 (2014)                        | 6,9                |
| Celles                | 15031      |               | 18,35            | 220 (2014)                        | 12                 |
| Chalinargues          | 15035      | Chalinarguais | 27,55            | 421 (2014)                        | 15                 |
| La Chapelle-d'Alagnon | 15041      |               | 9,20             | 242 (2014)                        | 26                 |
| Chastel-sur-Murat     | 15044      |               | 13,79            | 119 (2014)                        | 8,6                |
| Chavagnac             | 15047      | Chavagnacois  | 16,58            | 109 (2014)                        | 6,6                |
| Dienne                | 15061      |               | 46,33            | 269 (2014)                        | 5,8                |
| Laveissenet           | 15100      |               | 10,79            | 115 (2014)                        | 11                 |
| Laveissière           | 15101      | Valagnons     | 34,93            | 549 (2014)                        | 16                 |
| Lavigerie             | 15102      |               | 24,25            | 102 (2014)                        | 4,2                |
| Neussargues-Moissac   | 15141      | Neussarguais  | 13,62            | 1 004 (2014)                      | 74                 |
| Virargues             | 15263      |               | 11,03            | 134 (2014)                        | 12                 |

### Démographie
| 1968  | 1975  | 1982  | 1990  | 1999  | 2009  | 2014  |
| ----- | ----- | ----- | ----- | ----- | ----- | ----- |
| 7 368 | 7 014 | 6 532 | 6 399 | 5 757 | 5 530 | 5 400 |